# Paralacydes ugandae
Paralacydes ugandae là một loài bướm đêm thuộc phân họ Arctiinae, họ Erebidae.